# Callopsylla gemina
Callopsylla gemina är en loppart som först beskrevs av Ioff 1946.  Callopsylla gemina ingår i släktet Callopsylla och familjen fågelloppor. Inga underarter finns listade i Catalogue of Life.